# Дунгу, Георге
Георге Дунгу (рум. Gheorghe Dungu; 5 апреля 1929, Бухарест — 15 июня 2023) — румынский футболист и футбольный тренер, играл на позиции вратаря.

## Биография

### Клубная карьера
Начинал карьеру в клубе «Фэгэраш», но в юности играл как нападающий. В одном из матчей ему пришлось заменить получившего травму вратаря и как вспоминал в 2022 году Дунгу тренер ему сказал «Всё оставайся вратарём». В 1948 году прошёл просмотр в бухарестском «Рапиде» среди 44 приглашённых игроков.
Дебютировал в Дивизии А 4 марта 1949 года в матче против «Решицы»; «Рапид» выиграл матч со счётом 3:0. Всего во всех турнирах сыграл за «железнодорожников» более 200 матчей, из них 170 игр в Дивизии A. Завершил карьеру в «Александрии».

### Карьера в сборной
Дебютировал за сборную Румынии 30 сентября 1962 года в матче против сборной Марокко — Румыния выиграла ту встречу со счётом 4:0 и Дунгу провёл на поле 80 минут, будучи заменённым на Василе Сфетку. 14 октября 1962 года сыграл полный матч со сборной ГДР (2:3) и этот матч стал последним для него за национальную команду.

### Тренерская карьера
Работал тренером нескольких румынских клубов, среди которых были «Фэгэраш», «Оцелул», «Александрия» и молодёжный состав бухарестского «Рапида».
С 1972 по 1974 года работал главным тренером сборной Занзибара.

### Смерть
Скончался 15 июня 2023 года в Бухаресте в возрасте 94 лет.